# 皮拉谢
皮拉谢（法語：Puilacher，法語發音：[pɥilaʃe]）是法国埃罗省的一个市镇，属于洛代沃区。

## 地理
皮拉谢（43°34'3"N, 3°30'25"E）面积2.68 平方千米，位于法国奧克西塔尼大區埃罗省，该省份为法国南部沿海省份，南濒地中海，西南接奥德省，西北接塔恩省和阿韦龙省，东北与加尔省接壤。
与皮拉谢接壤的市镇（或旧市镇、城区）包括：贝拉尔加、普莱桑、勒普热、特雷桑。

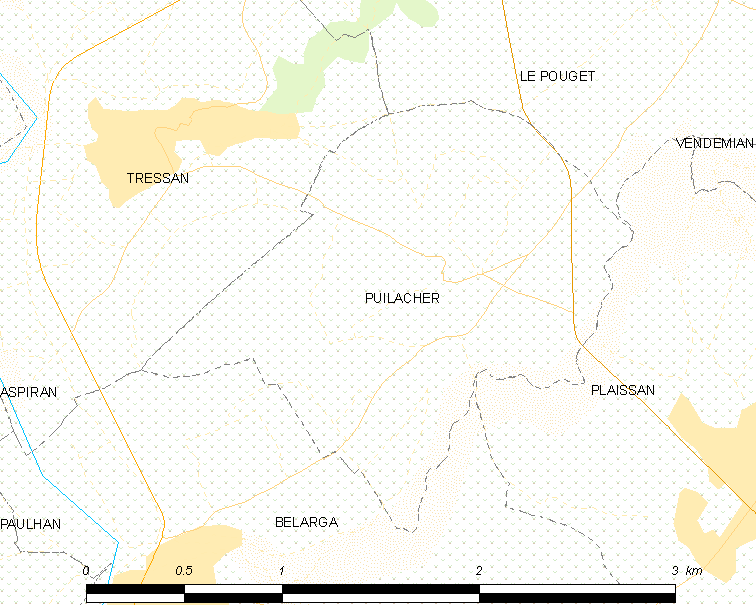
皮拉谢的OSM定位图

皮拉谢的时区为UTC+01:00、UTC+02:00（夏令时）。

## 行政
皮拉谢的邮政编码为34230，INSEE市镇编码为34222。

## 政治
皮拉谢所属的省级选区为日尼亚克县。

## 人口

1962-2008年间皮拉谢人口变化图示

皮拉谢于2022年1月1日时的人口数量为644人。